# چاه حیدر (راسک)
چاه حیدر (راسک)، روستایی از توابع بخش پیشین شهرستان راسک در استان سیستان و بلوچستان ایران است.

## جمعیت
این روستا در دهستان پیشین قرار دارد و براساس سرشماری مرکز آمار ایران در سال ۱۳۸۵، جمعیت آن ۱۴۷ نفر (۳۰خانوار) بوده‌است.